# Hippocratea volubilis
 (septembre 2024).
Espèce
Hippocratea volubilis est une espèce de la famille des Celastraceae. Dénommé Medicine Vine en anglais. Son aire de répartition indigène s'étend du Mexique à l'Amérique tropicale.

## Description
Il s'agit d'une liane. Elle est utilisée comme poison et comme médicament.

## Systématique
Le nom correct complet (avec auteur) de ce taxon est Hippocratea volubilis L..
Hippocratea volubilis a pour synonymes :
- Bejuco pendulus Loefl.
- Hippocratea acutiflora Moc. & Sessé
- Hippocratea acutiflora Moc. & Sessé ex DC.
- Hippocratea affinis Cambess.
- Hippocratea anafensis Urb.
- Hippocratea aubletiana Miers
- Hippocratea cearensis Miers
- Hippocratea copiosiflora Miers
- Hippocratea diffusa Miers
- Hippocratea discolor G.Mey.
- Hippocratea discolor Seem.
- Hippocratea divaricata Miers
- Hippocratea elliptica Kunth
- Hippocratea hilariana Miers
- Hippocratea infuscata Miers
- Hippocratea laevigata Vahl
- Hippocratea lonchophylla Miers
- Hippocratea meizantha Blake
- Hippocratea obcordata Lam.
- Hippocratea ovalifolia Miers
- Hippocratea ovata f. multiflora Peyr.
- Hippocratea ovata subsp. latibarbis (Peyr.) Peyr.
- Hippocratea ovata var. crassifolia Peyr.
- Hippocratea ovata var. grandiflora Peyr.
- Hippocratea ovata var. latibarbis Peyr.
- Hippocratea ovata var. oblongifolia DC.
- Hippocratea ovata var. parviflora Peyr.
- Hippocratea ovata var. sancta-cruce M.Gómez
- Hippocratea ovata var. sanctacrucea Gómez
- Hippocratea ovata var. serrulata Peyr.
- Hippocratea ovata Griseb.
- Hippocratea ovata Lam.
- Hippocratea pallidula Miers
- Hippocratea paniculata Bertero
- Hippocratea paniculata Bertero ex Schult.
- Hippocratea perspicua Miers
- Hippocratea plumieri Miers
- Hippocratea plumieri Rich.
- Hippocratea plumieri Rich. ex Peyr.
- Hippocratea rovirosae Standl.
- Hippocratea scandens Jacq.
- Hippocratea scandens Turpin
- Hippocratea serrulata Miers
- Hippocratea serrulata Pohl
- Hippocratea serrulata Pohl ex Peyr.
- Hippocratea swartziana Miers
- Hippocratea utilis Rose
- Hippocratea vahliana Miers
- Hippocratea versicolor Miers
- Hippocratea viridis Ruiz & Pav.
- Hippocratea volubilis var. circumalata Lundell
- Hippocratea volubilis Aubl.
- Hippocratea volubilis Sw.
- Hippocratea warmingii Peyr.
- Hippocratea warmingii Peyr. ex Fritsch
- Loeseneriella ovata (Lam.) M.R.Almeida
- Pereskia paniculata Vell.
- Salacia blainii Millsp.
- Salacia multiflora Cambess.
- Tontelea laevigata (Vahl) Poir.
- Tontelea levigata Poir.
- Tontelea multiflora (Cambess) Endl.
- Tontelea multiflora (Cambess) Endl. ex Walp.
- Tontelea villosa Poepp.

Selon Plant of the Word Online Hippocratea volubilis var. caribaea (Urb.) Stehlé & Quentin  est le synonyme de Pristimera celastroides (Kunth) A.C.Sm.